# St. Sebastian (Mahlsdorf)

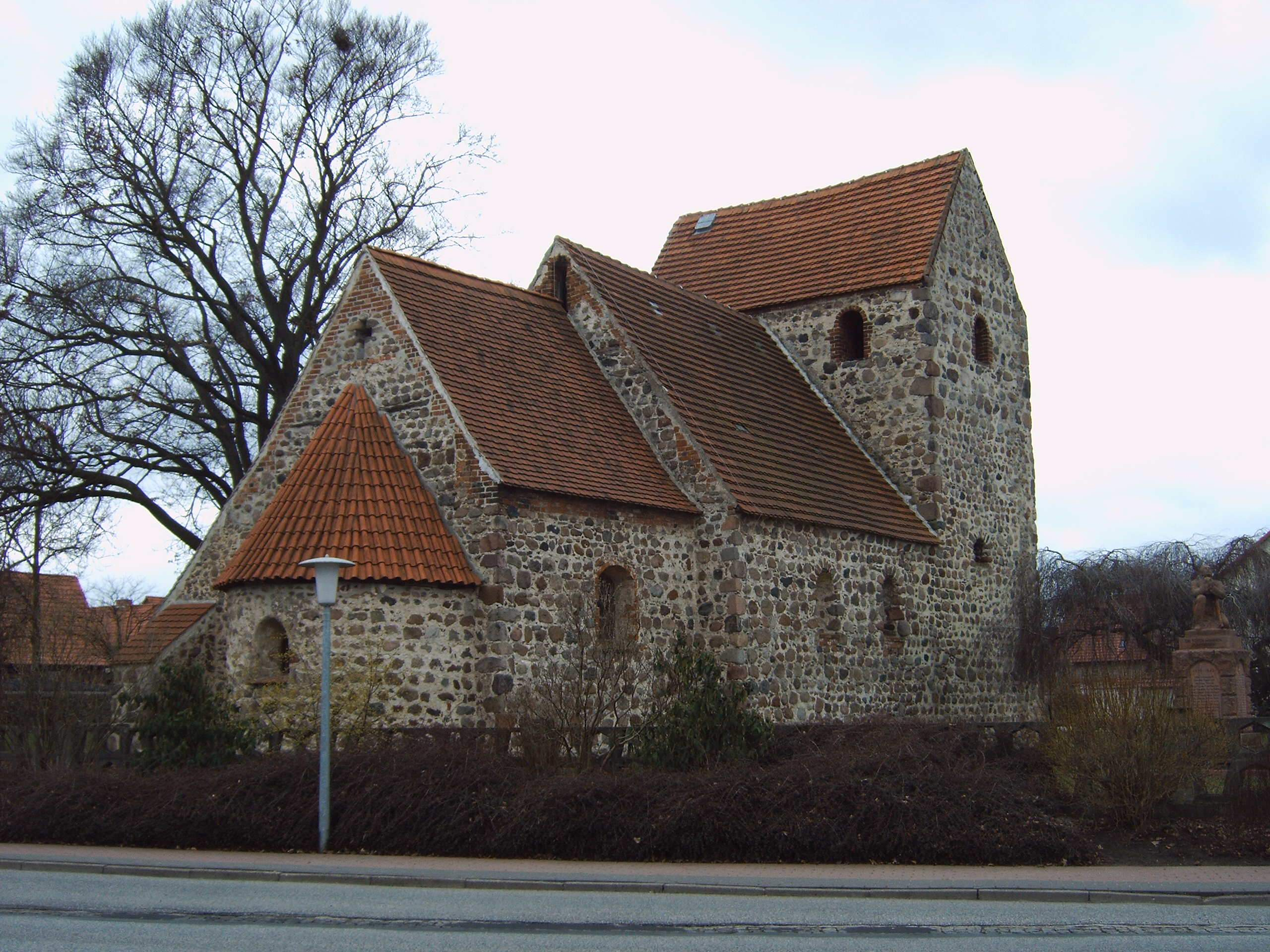
Sankt-Sebastian-Kirche Mahlsdorf

Die Sankt-Sebastian-Kirche ist die evangelische Kirche im Dorf Mahlsdorf in der Altmark. Sie ist dem Heiligen Sebastian geweiht und gehört zu den romanischen Feldsteinkirchen. Die Gemeinde gehört zum Pfarrbereich Apenburg im Kirchenkreis Salzwedel der Evangelischen Kirche in Mitteldeutschland.

## Geschichte
In vorgeschichtlicher Zeit wurde am Standort der späteren Kirche eine Menhiranlage errichtet, von der heute noch drei Steine erhalten sind.
Die Kirche entstand um 1220 im Stil der Romanik auf dem Gelände einer heidnischen Kultstätte. Die Ausrichtung des Gebäudes nimmt auf diese Kultstätte Bezug. Einige Kultsteine sind bis heute erhalten. Einer befindet sich an der südöstlichen Ecke des Kirchengebäudes. Es wird angenommen, dass dieser Standort der Kirche bewusst gewählt wurde, um die religiöse Tradition des Ortes zu nutzen und zugleich die Verdrängung der ursprünglichen Religion durch den christlichen Glauben zu befördern.
Gebaut wurde die Kirche durch Bauleute aus dem nördlichen Harzgebiet, die gemeinsam mit Missionaren aus Halberstadt in die Altmark gekommen waren.

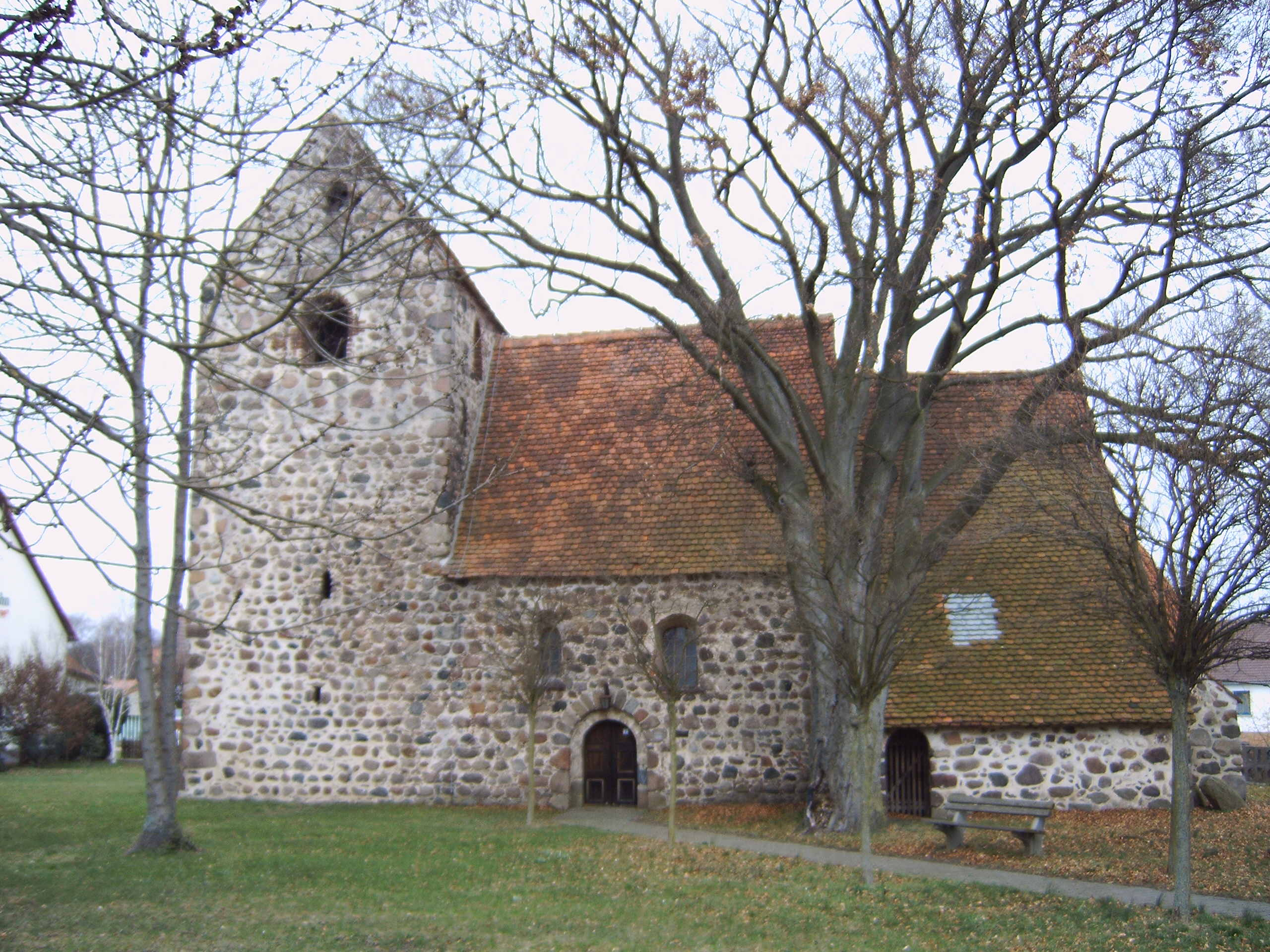
Südseite

Auf der Nordseite der Kirche entstand nach dem Ersten Weltkrieg ein Kriegerdenkmal, auf dem heute der in den Weltkriegen umgekommenen Mahlsdorfer gedacht wird.
Im September 2003 gründete sich für die Kirche ein Förderkreis, der sich dem Erhalt und der Nutzung der Kirche widmet.

## Architektur
Die im Stil der Romanik aus Feldsteinen errichtete Kirche besteht aus den vier deutlich abgegrenzten Teilen Turm, Hauptschiff, Chorraum und Apsis und bildet damit eine vollständige Anlage.
Der Kirchturm auf querrechteckigem Grundriss befindet sich an der westlichen Seite der Kirche. Ursprünglich war der Turm nur über eine Leiter zu erreichen, die bei Gefahr von der dorthin flüchtenden Bevölkerung eingezogen werden konnte.

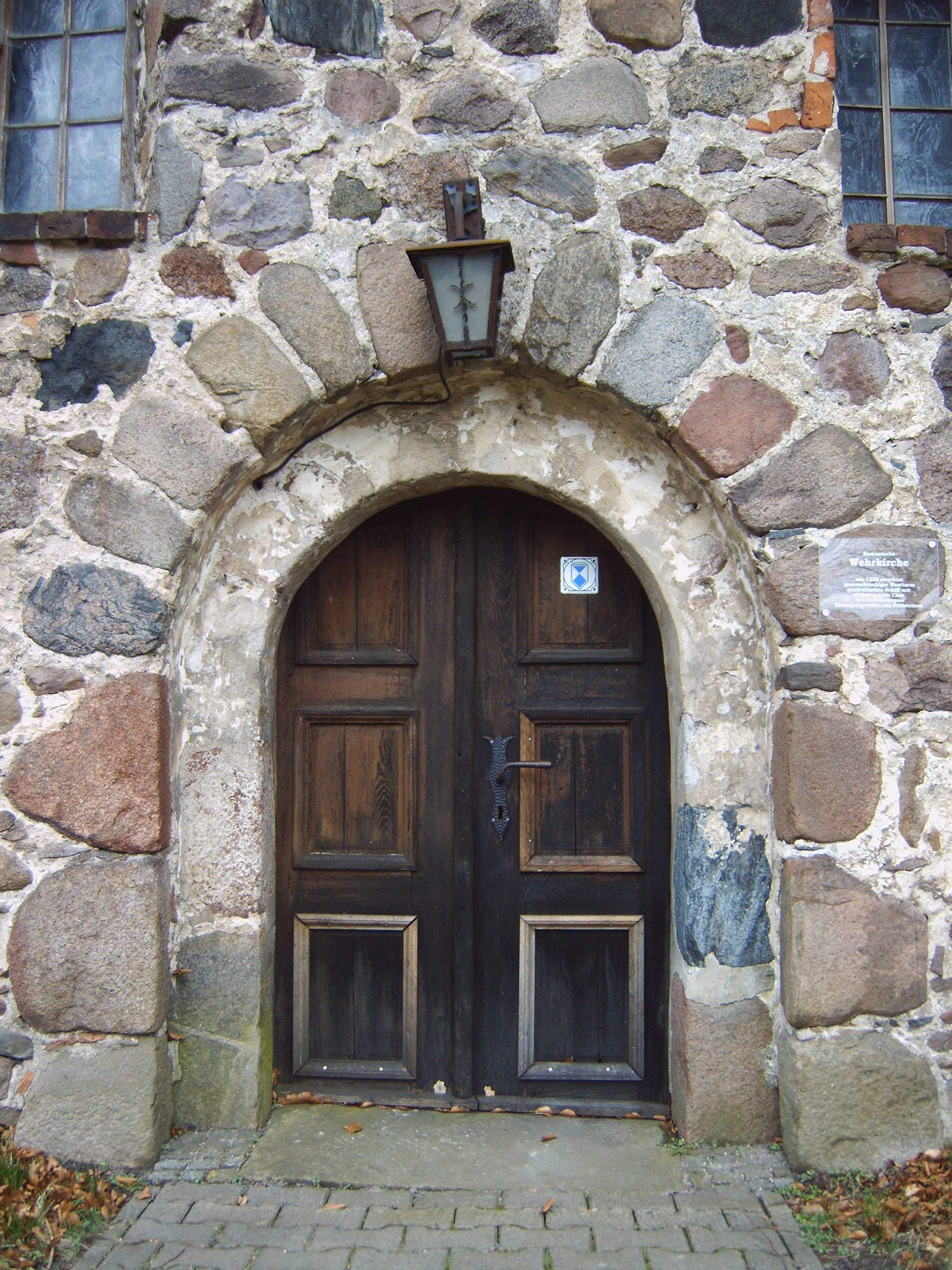
Eingangstür

Das Kirchenschiff weist einen fast quadratischen Grundriss auf, die Apsis bildet einen Halbkreis. Das Schiff, der Chor und die Apsis sind mit Kreuzgratgewölben eingewölbt.

## Einrichtung
Auf dem Altar befindet sich als Altaraufsatz der Rest eines spätgotischen Schnitzaltars mit Sakramentsnische. Hier ist ein Gemälde aus dem 17. Jahrhundert zu sehen, welches die vier Evangelisten zeigt. Das Kruzifix stellt den Rest einer Triumphkreuzgruppe aus der 2. Hälfte des 15. Jahrhunderts dar. Weiterhin befindet sich dort eine den Heiligen Sebastian darstellende Schnitzfigur, die um 1480 entstand.
Die Kanzel, das Gestühl und die Westempore werden auf das Jahr 1694 datiert.
Unter dem derzeitigen Wandanstrich schimmern Wandmalereien hindurch. So ist über der Eingangstür eine Kreuzigungsgruppe zu erkennen. Es gibt Pläne, diese alten Malereien zu sichern und soweit möglich freizulegen.